# Tale of Immortal
A Tale of Immortal (kínaiul: 鬼谷八荒) egy kínai fejlesztésű, nyílt világú RPG játék, amelyben saját magunk testreszabhatunk egy hőst, majd halandóként egészen az isteni szintig kell fejlődnünk. A történet és a világ az ősi kínai taoista rendszer keretein belül teljesedik ki.
A játékot a kínai GuiGu Studio fejleszti, és 2021. márciusában körülbelül 1,8 millió példányt adtak el a Tale of Immortal megnevezésű játékukból világszerte. A játék Steam-en érhető el.

## Játékmenet és a világ
A játék során egy saját karaktert kell készítenünk. Ezen karakternek megszabhatjuk a képességeit, és tulajdonságait, illetve, hogy becstelen vagy tisztességes emberként fejlődjön a világban. A játékban minden döntésnek komoly súlya és következménye van (például harcok során eldönthetjük, hogy megöljük-e az ellenfelünket, elvesszük-e a tárgyait, vagy futni hagyjuk), így fontos átgondolnunk, hogy bizonyos esetekben mit teszünk. Más karakterekkel is kapcsolatba léphetünk, lehetnek barátaink, párjaink, illetve ellenségeink. Mitikus lények legyőzésével és szellemi kultivációval fejlődhetünk tovább.
A cél, hogy a hősünk a történet végére egy halhatatlan istenné váljon.

### Karakter készítése
Karakterünk készítése előtt választanunk kell egy nehézségi fokozatot. Ha először játszunk a játékkal, akkor kizárólag a "normal" fokozatot engedi. Fontos megemlíteni, hogy ekkor a karakter mellé kapunk ún. Bagua jáde érméket is, amelyek a haláltól védenek meg minket. Halál esetén felhasználhatunk egy ilyen érmét, majd bármiféle büntetés nélkül újjáéledhetünk. Normál szinten 9 db ilyen érmét kapunk. Ha ezeket mind felhasználjuk, akkor halál esetén két percet várnunk kell, majd csak a két perc letelte után folytathatjuk a játékot. Összesen öt nehézségi fokozat van, és magasabb szinten a halál a karakterünk teljes törlésével jár.
Készítés során kiválaszthatjuk a karakterünk ruházatát és teljes kinézetét, illetve hősünk tulajdonságait és készségeit. Bizonyos tulajdonságok állandók, így alaposan meg kell gondolni, hogy mit is választunk. Két fő kategória létezik egy hős besorolásához: tisztességes vagy becstelen. A tisztességes hősök segítenek másoknak, hűek, nem ölnek embereket, a becstelenek pedig démonokká válhatnak és más emberekre vadásznak.

#### Választható kezdeti belső tulajdonságok (csak egy választható)
- Önzetlen (törődsz a barátaiddal és a szektatársaiddal)
- Becsületes (a baráti kapcsolatok a mindent jelentik számodra. Utálod az ellenségeidet.)
- Kedves
- Arany középút
- Rossz
- Önző (nem törődsz másokkal, kegyetlen vagy harc közben: hajlamos vagy harc után megölni a másik személyt ahelyett, hogy menekülni hagyod)
- Gonosz

#### Választható egyéb tulajdonságok
- Törődő
- Hű a barátokhoz
- Védelmező
- Egoista
- Családorientált
- Dicsőséghajhász
- Hataloméhes
- Bosszúvágyó
- Gondtalan
- Romantikus
- Konzervatív, tradicionális
- Hűséges lelki társ

#### Sorselemek
Ezeket a tulajdonságokat a játék véletlenszerűen osztja ki. A kiosztott 9 elem közül 3-mat választhatunk. Ezek döntik el, hogy a kezdeti szakaszban milyen harci készségekkel rendelkezik a karakter. A későbbiekben ezen lehet majd korrigálni, nem feltétlen kötelező kifejezetten egy harcstílushoz ragaszkodni.

## Képességek
A játékban számos különböző képesség található, különféle kategóriákba elrendezve. A játékos kedve szerint változtathat harcstílust, amennyiben elegendő készségponttal rendelkezik az adott stílushoz.

### Kategóriák és stílusok
Két főkategória létezik: közelharc és spirituális gyökerek (elementális erő). A közelharcba tartoznak a lándzsa, kard, penge, ököl, tenyér és ujj ütésalapú készségek, az elementális erő pedig a tüzet, vizet, földet, levegőt, fát és a villámot foglalja magába. Egyszerre többféle stílust is használhatunk, keverhetjük őket, vagy le is cserélhetjük őket később.
A képességeknek öt fő besorolása van:
- Spirituális és közelharci (martial/spiritual): ezek az alapképességek, nem igényelnek energiát (manát), lehet táv- és közelharci támadás, gyakran gyors tempójúak, rendkívül rövid az újratöltési idő (pár másodperc).
- Speciális (special): ide kerülnek azok a képességek, amelyeknek az újratöltési ideje gyakran hosszú (~10mp), erősebbet sebeznek, illetve olyan bónuszokat adhatnak, amelyek felhalmozásával egy végső képességet süthetünk el.
- Mozgás (movement): ezek a képességek segítenek a gyors mozgásban, elugrásban. Némelyik támadásra szolgál, némelyik pedig kizárólag mozgásra vagy menekülésre. Bizonyos harcstílusoknál ezek a képességek számítanak a végső képesség feltöltésénél.
- Elme és tudás (mind): ezek mind passzív készségek, és összesen nyolc ilyen erőt használhatunk. Használatukhoz képességpontra van szükségünk, amelyeket tanulással, vagy intellektuális vitákkal (más karakterekkel) tudunk növelni. Ilyen készség növelheti a védelmünket, sebzésünket, életerőnket stb.
- Végső képesség (ultimate): ez egy rendkívül erős támadás, amelyet nem lehet rögtön elsütni. Kizárólag akkor tudjuk használni, ha előtte olyan mozgási vagy speciális képességet használunk, amely az általunk választott végső képességgel tökéletesen összehangolható. Néhány támadás után (2-3db) viszont alkalmazható. Újratöltési ideje hosszú.

### Képesség kitanulása
Ehhez könyveket és tekercseket kell megtanulnunk az adott képességgel kapcsolatban. A tanulás folyamata egyszerű, hiszen a képernyőn látni fogunk kék és vörös gömböket. A kék a megvilágosodás, a vörös pedig a démoni hajlamot jelképezi. A kéket össze kell gyűjtenünk a bal egérgombbal, a vöröseket pedig a jobb egérgombbal el kell távolítanunk. A tanulás pénzbe is kerül, illetve több (játékbeli) napot is igénybe vehet.